# Svazek obcí Haberska
Svazek obcí Haberska je svazek obcí v okresu Havlíčkův Brod, jeho sídlem jsou Habry a jeho cílem je rozvoj regionu. Sdružuje celkem 9 obcí a byl založen v roce 2002.

## Obce sdružené v mikroregionu
- Bačkov
- Habry
- Chrtníč
- Kámen
- Leškovice
- Lučice
- Radostín
- Rybníček
- Tis
- Vepříkov
- Sedletín